# BCS East-West Interlink
Die BCS East-West Interlink ist ein Telekommunikations-Seekabel in der Ostsee.

## Verlauf und Bau
Das Seekabel BCS East-West Interlink verbindet Sventoji in Litauen mit Katthammarsvik auf der schwedischen Insel Gotland. Es ist 218 km lang und wurde 1997 von Alcatel gebaut, Eigentümer ist die Firma Arelion.

## Beschädigung 2024
Am 17. November 2024 wurde das BCS East-West Interlink sowie das C-Lion1-Kabel zwischen Finnland und Deutschland durch den chinesischen Frachter Yi Peng 3 schwer beschädigt. Der Schaden für die BCS East-West Interlink wurde als vollständig beschrieben. Die schwedische Staatsanwaltschaft hat Ermittlungen wegen möglicher Sabotage eingeleitet. Am 28. November 2024 waren beide Seekabel wieder vollständig repariert.